# Mszanowo
Mszanowo (deutsch Mszannowo, 1864–1945 Weidenau) ist ein Dorf, ein Schulzenamt und der Sitz der Landgemeinde Nowe Miasto Lubawskie im Powiat Nowomiejski der Woiwodschaft Ermland-Masuren, Polen. Namensgebend für die Landgemeinde ist die Stadt Nowe Miasto Lubawskie (Neumark in Westpreußen), die dieser jedoch nicht angehört. Mszanowo hat etwa 400 Einwohner.

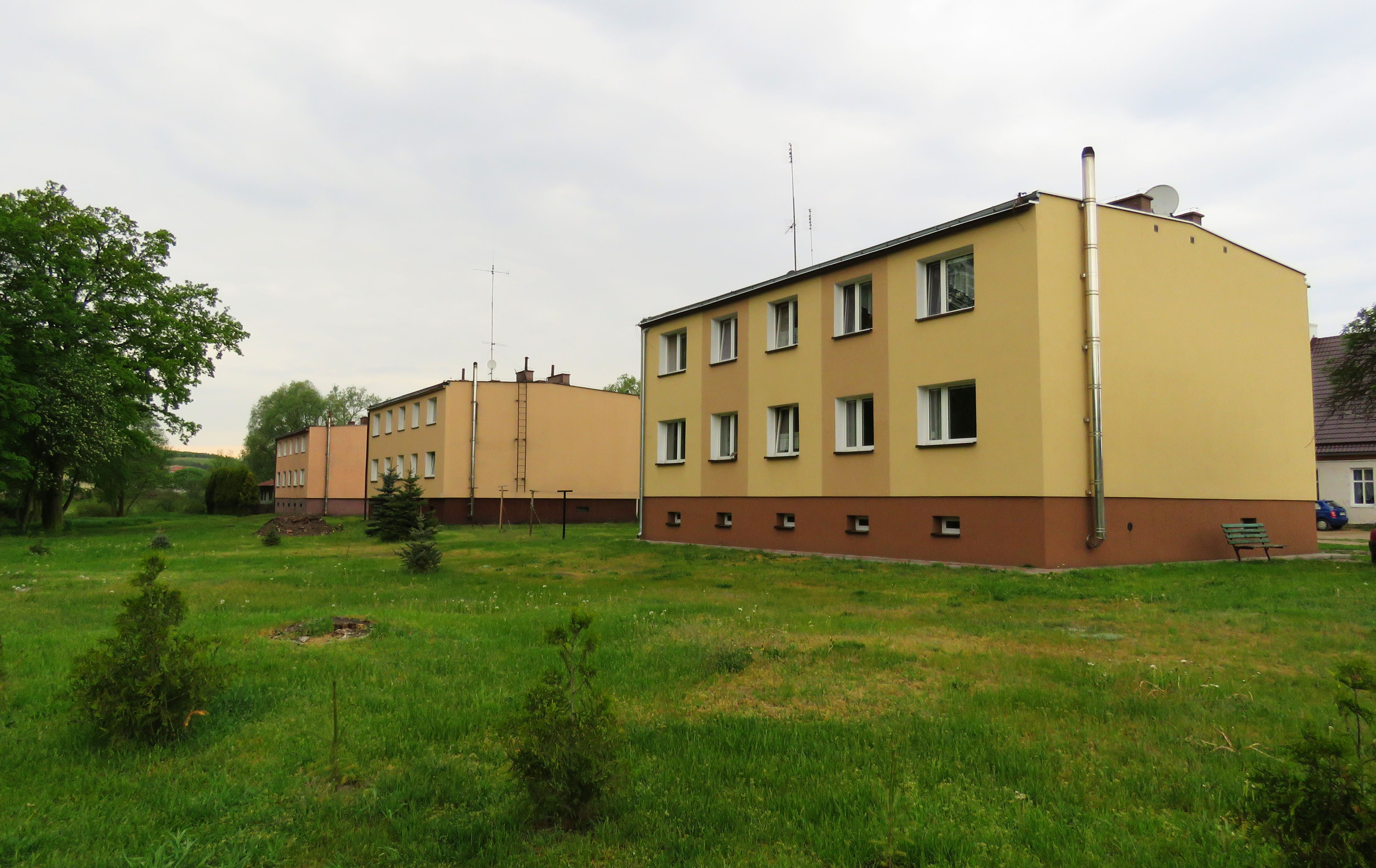
Wohnblocks in Mszanowo